# بترل خوان فرنانديز
بترل خوان فرنانديز (الاسم العلمي: Pterodroma externa) هو نوع من فصيلة طيور بترل.